# Joodse begraafplaats (Blokzijl)
De joodse begraafplaats van Blokzijl is een begraafplaats in de Overijsselse stad Blokzijl, die door de joodse gemeenschap in 1771 werd gekocht.
De eerste joden vestigden zich in de tweede helft van de 18e eeuw in Blokzijl. De joodse gemeenschap in Blokzijl heeft altijd een bescheiden omvang gehad. Aanvankelijk werden de diensten thuis gehouden. In 1828 kon een synagoge aan de Zuiderstraat in gebruik worden genomen. Ook de kleine joodse gemeenschap van Vollenhove maakte gebruik van deze synagoge. In 1925 werd de synagoge vanwege bouwvalligheid afgebroken. Tijdens de Tweede Wereldoorlog telde de joodse gemeenschap van Blokzijl en Vollenhoven nog veertien personen. Zij werden allen vermoord in de Duitse vernietigingskampen. Ter nagedachtenis aan hen is een herinneringsteen geplaatst op het kerkhof.
De begraafplaats werd in 1999 gerestaureerd en valt onder beheer van de gemeente Steenwijkerland. De begraafplaats telt elf grafstenen van overleden Joden in de periode 1826 tot 1917.

## Afbeeldingen

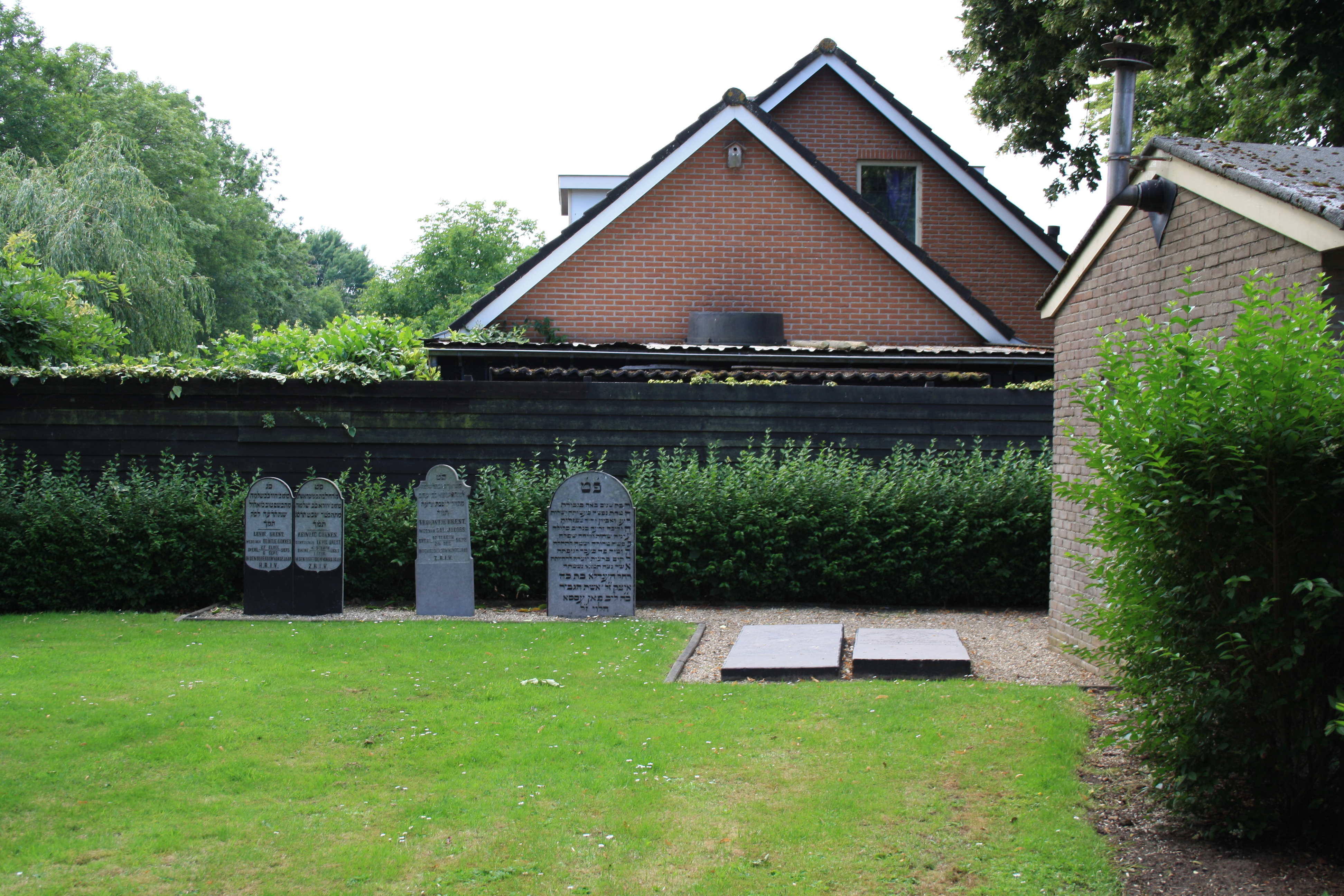
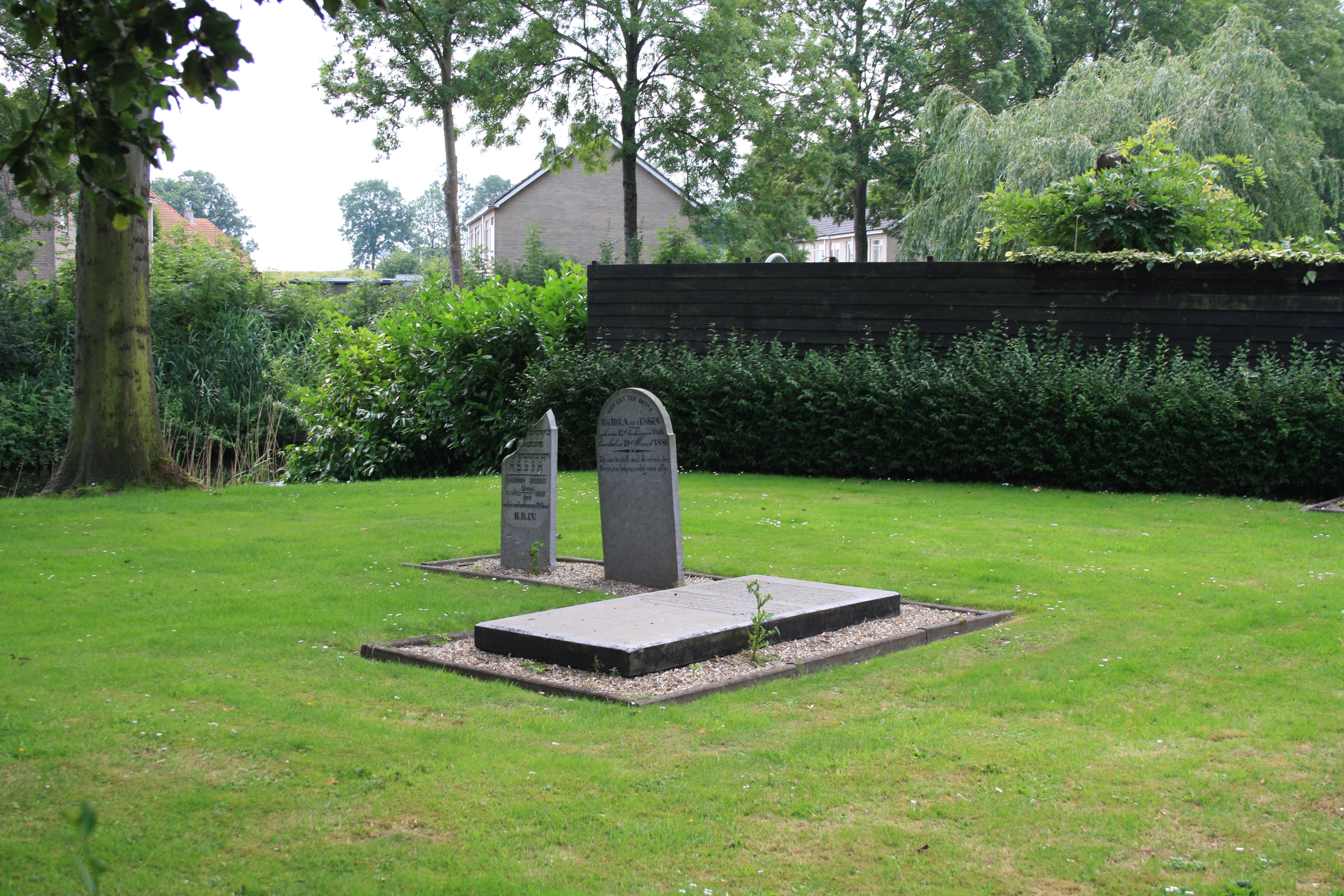
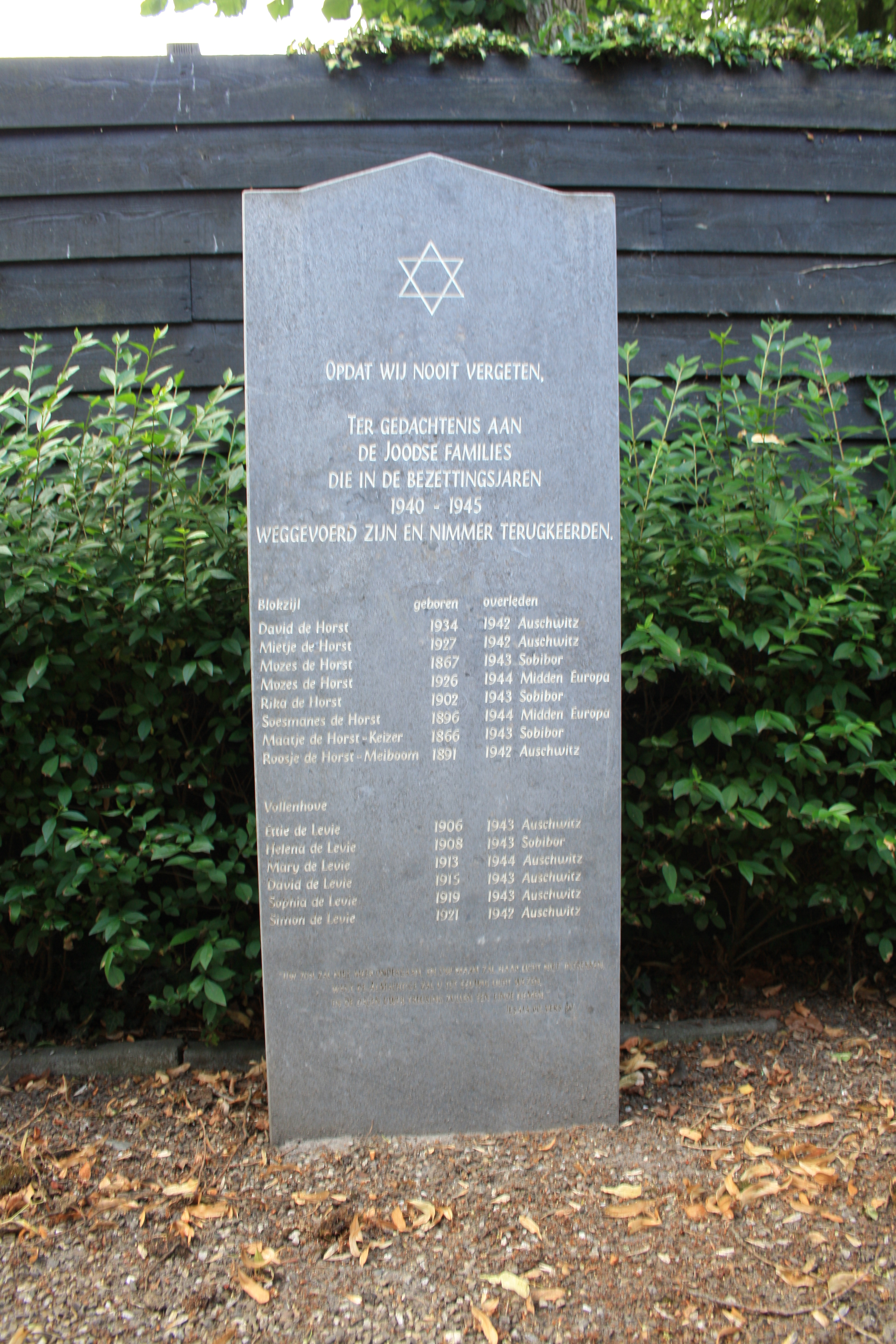